# Stiepan Szutow
Stiepan Fiodorowicz Szutow, Sciapan Fiodarawicz Szutau (ros. Степан Фёдорович Шутов, biał. Сцяпан Фёдаравіч Шутаў, ur. 17 stycznia?/30 stycznia 1902 we wsi Dworiec w rejonie bobrujskim, zm. 17 kwietnia 1963 w Kijowie) – radziecki pułkownik, dwukrotny Bohater Związku Radzieckiego (1944).

## Życiorys
Urodził się w biednej wielodzietnej białoruskiej rodzinie chłopskiej. W grudniu 1917 wstąpił do miejscowego oddziału Czerwonej Gwardii, później do oddziału czerwonej partyzantki, walczył z oddziałami niemieckich interwentów i WP, w 1920 wstąpił do regularnej Armii Czerwonej i walczył na Froncie Zachodnim, jednak z powodu choroby został wycofany z frontu. Po wyzdrowieniu i powrocie do rodzinnej wsi pracował w kołchozie, w 1924 został członkiem RKP(b), w marcu 1924 ponownie powołano go do armii. W 1927 ukończył Zjednoczoną Szkołę Wojskową im. WCIK w Moskwie i został dowódcą plutonu, w 1930 skończył kursy wojskowo-polityczne im. Lenina w Moskwie i został politrukiem pułku kawalerii, w 1932 ukończył kursy wojsk pancernych w Leningradzie, a w 1937 akademickie kursy przy Wojskowej Akademii Mechanizacji i Motoryzacji Armii Czerwonej i został skierowany do wojsk pancernych. Po ataku Niemiec na ZSRR jako dowódca batalionu czołgów walczył na Froncie Zachodnim, później jako zastępca dowódcy brygady pancernej na Froncie Południowo-Zachodnim, w sierpniu 1942 objął dowództwo 187 Brygady Pancernej 9 Korpusu Pancernego Frontu Zachodniego, od października 1942 do maja 1943 dowodził samodzielnym pułkiem czołgów. W 1943 ukończył akademickie kursy doskonalenia kadry dowódczej przy Wojskowej Akademii Wojsk Pancernych i Zmechanizowanych im. Stalina i od sierpnia 1943 dowodził brygadą pancerną na Froncie Woroneskim, później 1 i 2 Ukraińskim, w listopadzie 1943 brał udział w wyzwoleniu Kijowa. 21 lutego 1944 otrzymał stopień pułkownika. W marcu-kwietniu 1944 uczestniczył w operacji humańsko-botoszańskiej, później w forsowaniu Prutu, a w sierpniu 1944 w operacji jassko-kiszyniowskiej; 30 sierpnia 1944 jego brygada zdobyła Ploeszti. We wrześniu 1944 został zastępcą dowódcy 9 Korpusu Zmechanizowanego Gwardii 6 Armii Pancernej Gwardii, podczas walki w Alpach Transylwańskich został ciężko ranny i stracił rękę, w związku z czym we wrześniu 1945 zwolniono go z armii. Pracował jako wiceminister ubezpieczeń społecznych Białoruskiej SRR. Był deputowanym do Rady Najwyższej ZSRR 2 kadencji (1946-1950) i do Rady Najwyższej Białoruskiej SRR 3 kadencji (1951-1955). Jego imieniem nazwano ulicę w Kijowie.

## Odznaczenia
- Złota Gwiazda Bohatera Związku Radzieckiego (dwukrotnie - 10 stycznia 1944[1] i 13 września 1944)
- Order Lenina (dwukrotnie)
- Order Czerwonego Sztandaru (dwukrotnie, m.in. 11 kwietnia 1943)
- Medal „Za zwycięstwo nad Niemcami w Wielkiej Wojnie Ojczyźnianej 1941–1945”
- Medal „Za obronę Moskwy”
- Medal „Za obronę Stalingradu”